# Festival narečnih popevk 2006
37. festival narečnih popevk je potekal 10. septembra 2006 v veliki dvorani SNG Maribora. Vodila ga je Lara P. Jankovič. V tekmovalnem delu se je predstavilo 15 izvajalcev, ki jih je spremljal Big Band RTV Slovenija pod dirigentsko taktirko Lojzeta Krajnčana:
| #   | Izvajalec                    | Naslov pesmi            | Avtor glasbe                | Avtor besedila                             | Avtor aranžmaja  |
| --- | ---------------------------- | ----------------------- | --------------------------- | ------------------------------------------ | ---------------- |
| 1.  | Alexia in skupina Tramontana | Pismo Aleksandrinke     | Bojan Lavrič                | Aleksija Bizjak                            | Patrik Greblo    |
| 2.  | Edvin Fliser in Elda Viler   | Od vesielja se živi     | Edvin Fliser                | Metka Ravnjak-Jauk                         | Patrik Greblo    |
| 3.  | Duplek City Band             | Še lüna de šla          | Drago Potočnik              | Srečko Niedorfer                           | Izidor Leitinger |
| 4.  | Dejavu Band                  | Dečva s koroških pvanin | Tomi Valenko                | Damjan Zih                                 | Grega Forjanič   |
| 5.  | Mili                         | Kon greš?               | Tomi Valenko                | Mili                                       | Lojze Krajnčan   |
| 6.  | Klemen Torkar                | Začmu                   | Klemen Torkar, Mirko Šlibar | Klemen Torkar                              | Grega Forjanič   |
| 7.  | Ansambel Strici              | Gda ideš mijmo          | Boris Rošker                | Marko Kočar                                | Grega Forjanič   |
| 8.  | Skupina Malibu               | Je blu taku             | Andrej Baša                 | J. Ivančič                                 | Andrej Baša      |
| 9.  | Ano ur'co al' pej dvej       | Na pljes u diškoteko    | Tullio Možina               | Tullio Možina                              | Aleš Avbelj      |
| 10. | Ansambel Ne me jugat         | Vseh sorte nas je       | Mitja Kodarin               | Mitja Kodarin                              | Robert Vatovec   |
| 11. | Marija Ahačič Pollak         | Ena baba j djava        | Marija Ahačič - Pollak      | Marija Ahačič - Pollak                     | Milan Ferlež     |
| 12. | Lidija Kodrič                | Forza, fešta!           | Emil Glavnik                | Metka Ravnjak-Jauk                         | Lojze Krajnčan   |
| 13. | Ansambel Štrk                | Korošica pa Prlek       | Irena Vrčkovnik             | Maja Oderlap, Marko Kočar, Irena Vrčkovnik | Lojze Krajnčan   |
| 14. | Ansambel Zreška pomlad       | Veselejce so luvejšče   | Domen Hren                  | Domen Hren, Marko Kočar                    | Marjan Golob     |
| 15. | Skupina Prepih               | Poštar                  | Boris Rošker                | J. Nevola                                  | Izidor Leitinger |

V času telefonskega glasovanja je kot gost nastopil Adi Smolar.

### Nagrade
Najboljša pesem po izboru občinstva
- Veselejce so luvejšče (Domen Hren/Domen Hren, Marko Kočar/Marijan Golob) – Ansambel Zreška pomlad

Najboljša pesem po izboru strokovne žirije
- Forza, fešta! (Emil Glavnik/Metka Ravnjak-Jauk/Lojze Krajnčan) − Lidija Kodrič

Nagrade za najboljše besedilo
- 1. nagrada: Domen Hren in Marko Kočar za Veselejce so luvejšče (Ansambel Zreška pomlad)
- 2. nagrada: Aleksija Bizjak za Pismo Aleksandrinke (Alexia & Tramontana)
- 3. nagrada: Maja Oderlap, Marko Kočar in Irena Vrčkovnik za Korošica pa Prlek (Ansambel Štrk)